# ایستگاه متروی چیتگر
ایستگاه متروی چیتگر، یکی از ایستگاه‌های خط پنج مترو تهران است. این ایستگاه در کیلومتر ۸ آزادراه تهران-کرج، روبروی کارخانهٔ بهنوش، بلوار کوهک واقع شده‌است.

## مشخصات
این ایستگاه که در ۱۱ خرداد ۱۳۸۴ تأسیس شده دارای ۵٬۱۶۰ متر مربع فضای سرپوشیده و ۱۱٬۶۰۷ متر مربع فضای باز است. در آینده با توسعه خطوط مترو تهران ، این ایستگاه به‌عنوان مبدای غربی خط ۹ متروی تهران و خط ۱۱ متروی تهران محسوب خواهد شد.
ایستگاه چیتگر هم‌اکنون دارای ۱ ورودی است. همچنین این ایستگاه مجهز به ۴ دستگاه آسانسور، ۲ دستگاه پله‌برقی، ۴ گیت ورودی و ۴ خروجی است و روزانه به‌طور متوسط پذیرای حدود ۵ هزار و ۷۰۰ مسافر است.
اماکن نزدیک به این ایستگاه: دریاچه چیتگر، پارک جنگلی چیتگر، ایرانمال، رز مال، مجتمع تماس و...

## امکانات
این ایستگاه امکاناتی مانند تلفن عمومی کارتی، پله برقی، دفتر اشیاء گم شده، رمپ، آب سردکن، سرویس بهداشتی عمومی، نمازخانه، پایانه اتوبوسرانی، پارکینگ عمومی، دفتر پلیس مترو، پایانه تاکسیرانی، سوپر مارکت و غرفه فروش عطر را دارا می‌باشد.

## خطوط اتوبوسرانی
خطوط اتوبوسرانی منتهی به این ایستگاه عبارتند از : 
- خط ۲۵۱ : ایستگاه مترو چیتگر به شهرک دانشگاه  (منطقه ۲۱)
- خط ۳۲۶ : ایستگاه مترو چیتگر به تقاطع همت و کوروش (سه راه ضرابخانه)
- خط ۳۲۸ : ایستگاه مترو چیتگر به پایانه شهید جوزانی و دریاچه (شهدای خلیج فارس)